# Pagbilao
Pagbilao es un municipio filipino de primera clase, perteneciente a la provincia de Quezon, en la región de Calabarzon.

## Toponimia
El lugar puede aparecer referido como «Pagbilao» y «Pagbilaó».

## Historia
Hacia mediados del siglo XIX, el lugar, ya por entonces perteneciente a la provincia de Tayabas, tenía contabilizada una población de 1485 habitantes, repartidos en 244 casas. Aparece descrito en el segundo volumen del Diccionario geográfico, estadístico, histórico de las Islas Filipinas (1851) de Manuel Buzeta Núñez y Felipe Bravo con las siguientes palabras:

PAGBILAÓ: pueblo con cura y gobernadorcillo, en la isla de Luzon, prov. de Tayabas, dióc. de Nueva Cáceres; sit. en los 125° 10' long. 13° 57' lat. á la orilla derecha de un rio, en terreno montuoso 3/4 leg. distante de la costa meridional de la prov.; su clima es templado. Tiene 244 casas la parroquial y la de comunidad donde está la cárcel. Hay una escucla de instruccion primaria con una dotacion de los fondos de comunidad; una iglesia parroquial de buena fábrica, servida por un cura regular, y á corta distancia de esta se halla el cementerio muy bien situado. Confina el term. por el N. con el de Mauban, dividiendo estos dos términos la cordillera de montes que atraviesa de O. á E. por el centro de la prov., por S. E. con el de Pitogo, que dista unas 6 1/2 leg., por O. con el de la cab. de la prov. á 3 leg. y por S. con el mar. El terr. es montuoso, riéganlo un número considerable de rios que bajan de la cordillera y en sus montes se crian buenas maderas y alguna caza. El terr. reducido á cultivo las prod.; son arroz, maiz, caña dulce. ind. la fabricacion de algunas telas, de la cual se ocupan las mugeres, y la agricultura que es la principal del pueblo. pobl. 1,485 almas, y en 1845 pagaba 628 tributos que hacen 6,280 rs. plata.
(Buzeta y Bravo, 1851, pp. 374-375)

En 2020, tenía censados 78 700 habitantes.